# 県道131号 (台湾)
県道131号（けんどう131ごう）は、南投県埔里鎮から同県鹿谷郷を結ぶ、全長49.3kmの台湾の県道である。台21線と台16線とそれぜぞれで重複区間がある。

## 通過する自治体
- 南投県
  - 埔里鎮
  - 魚池郷
  - 水里郷
  - 鹿谷郷

## 接続する道路
- 台14線
- 台21線
- 県道147号
- 台16線
- 県道151号

## 施設
- 南投県立南光国小学校
- 均頭国中学校
- 玉峰国小学校